# Héctor Correa
Héctor Alejandro Correa Letelier (Santiago, 12 de julio de 1915-ibídem, 19 de agosto de 2004) fue un  abogado, diplomático y político conservador chileno. Se desempeñó como diputado de la República en representación de la 25.ª Agrupación Departamental de Ancud, Castro y Quinchao, durante cinco períodos legislativos consecutivos entre 1941 y 1961. Diplomáticamente sirvió como embajador de Chile ante el Brasil durante el gobierno del presidente Eduardo Frei Montalva entre 1965 y 1970.

## Familia y estudios
Nació en Santiago de Chile el 12 de julio de 1915, hijo de José Dionisio Correa Fuenzalida y de Mercedes Letelier Pozo.
Realizó sus estudios primarios y secundarios en el Colegio de los Sagrados Corazones de su ciudad natal. Continuó los superiores en la Escuela de Derecho de la Pontificia Universidad Católica (PUC) Juró como abogado el 3 de noviembre de 1936 con la tesis titulada: La confesión en materia penal.
Se casó en Santiago el 2 de enero de 1947 con Luz Walker Concha, con quien tuvo ocho hijos.

## Carrera profesional
Se dedicó al ejerció libre de su profesión. Fue abogado de la Caja de la Habitación Popular, más tarde Corporación de la Vivienda (CORVI). Se desempeñó como director de la Constructora Riviera. Fue redactor de El Diario Ilustrado. Estableció su propio estudio de abogados, donde trabajó junto a Hermógenes Pérez de Arce Ibieta.
En lo académico, ejerció como profesor de derecho internacional privado entre 1941 y 1947 y de derecho internacional público entre 1947 y 1958, en la Escuela de Derecho de la Pontificia Universidad Católica de Chile.

## Carrera política
Fue militante del Partido Conservador, donde ejerció como vicepresidente de la Juventud Conservadora, director del partido, y miembro de la Junta Ejecutiva.
En las elecciones parlamentarias de 1941, fue elegido como diputado por la 25.ª Agrupación Departamental (correspondiente a los departamentos de Ancud, Castro, Palena y Quinchao), por el período legislativo 1941-1945. Durante su gestión integró la comisión de Educación Pública y fue diputado reemplazante en las Comisiones de Hacienda y de Asistencia Médico-Social e Higiene.
En las elecciones parlamentarias de 1945, fue reelegido como diputado por la misma agrupación departamental para el período 1945-1949. En esa oportunidad fue diputado reemplazante en la Comisión de Constitución, Legislación y Justicia y en la Comisión de Industrias.
De la misma manera, en 1949 se incorporó al Partido Conservador Tradicionalista (PCT), y en las elecciones parlamentarias de ese año, obtuvo nuevamente la reelección, por el período 1949-1953. Integró la Comisión de Hacienda, y fue diputado reemplazante en las Comisiones de Gobierno Interior, y en la Comisión de Constitución, Legislación y Justicia.
Asimismo, en 1953 se integró al Partido Conservador Unido (PCU), y en las elecciones parlamentarias de ese año, también obtuvo la reelección diputacional, por el período 1953-1957. Continuó formando parte de la Comisión Permanente de Constitución, Legislación y Justicia, siendo su presidente. Además, fue elegido como primer vicepresidente de la Cámara de Diputados; función que ejerció entre el 26 de mayo de 1953 y el 25 de mayo de 1955.
En las elecciones parlamentarias de 1957 obtuvo su última reelección diputacional, por el período 1957-1961. Integró la Comisión Permanente de Policía Interior y Reglamento. Fue también elegido como presidente de la Cámara de Diputados, ejerciendo el cargo entre el 22 de mayo de 1957 y el 9 de abril de 1958. Paralelamente, el 16 de abril de 1961 fue elegido como presidente de su partido, cargo al que renunció el 30 de diciembre del mismo año.
Entre sus actividades posteriores, fungió como director administrativo del Instituto de Educación Rural entre 1961 y 1965, y como secretario general entre 1971 y 1973.
En 1965, durante el gobierno del presidente Eduardo Frei Montalva, fue delegado de Chile ante la Asamblea Interamericana. A su regreso fue nombrado como embajador de Chile en Brasil, cargo que ocupó hasta el final de la administración en 1970. Durante el ejercicio de su cargo recibió la Gran Cruz de Cruzeiro do Soul y la Gran Cruz de la Orden de Río Blanco de Brasil. Fue también condecorado con la Gran Cruz de la República Federal de Alemania.